# Sint-Gereonkerk (Keulen)
De Sint-Gereonkerk is de oudste kerk van de Duitse stad Keulen en een van de twaalf romaanse kerkgebouwen in die stad. De kerk, die de status van basiliek heeft, bevindt zich in het noordwesten van de altstadt, op de plek waar zich het graf van de martelaar Gereon van Keulen zou hebben bevonden. De kerk is vooral bekend vanwege zijn overwelfde decagonale schip, dat tussen 1219 en 1227 tot stand kwam.

## Geschiedenis
De huidige kerk had een laat-Romeinse voorloper uit de 4de eeuw, een overwelfd ovaal bouwwerk op een grafveld aan de rand van de stad, waarvan de precieze functie niet duidelijk is. In de 6de eeuw wordt voor het eerst bericht over de verering van de martelaren van het Thebaanse Legioen op deze plek. Rond 839 bevond zich hier een stift, dat algauw een vooraanstaande rol speelde in het aartsbisdom Keulen. Gereon, een van de martelaren, was inmiddels de patroon van de kerk.
Het Romeinse bouwwerk werd onder aartsbisschop Anno II voor het eerst uitgebreid: hij verving de apsis aan de oostzijde door een koor en een crypte, die in 1069 werd gewijd. Onder aartsbisschop Arnold van Wied werd dit koor een eeuw later verlengd met een door twee koortorens geflankeerde apsis. Aan het eind van de 12de eeuw kwam de kerk binnen de stadsmuren te liggen.
Aan het begin van de 13de eeuw werd het centrale Romeinse ovale bouwwerk omgebouwd tot een tienhoek en verhoogd, waarbij het zijn huidige aanzien kreeg. Niet veel later kwam ook de westelijke voorhal tot stand. De doopkapel volgde tussen 1242 en 1245. In de 14de eeuw kwamen enkele gotische toevoegingen tot stand: het koorgewelf en de sacristie.
In 1802 werd het stift opgeheven en werd de St.Gereon een parochiekerk. Het stiftsgebouw en de kruisgang werden vervolgens afgebroken.
In 1920 werd de kerk verheven tot basilica minor. Tijdens de Tweede Wereldoorlog werd de kerk zwaar beschadigd, waarna langdurige restauratiewerkzaamheden volgden.